# Naissance en 2001
Naissance
- 1997
- 1998
- 1999
- 2000
- 2001
- 2002
- 2003
- 2004
- 2005

Les naissances en 2001 concernent les personnalités nées entre le 1er janvier et le 31 décembre 2001.

## Janvier
- 1er janvier : 
  - Angourie Rice, actrice australienne.
  - Ersin Destanoğlu, footballeur turc.
  - Guljonoy Naimova, taekwondoïste ouzbèke.
  - Harry Birchill, cycliste britannique.
  - Jean Eric Habimana, coureur cycliste rwandais.
  - Mahamadou Amadou, taekwondoïste nigérien.
  - Muhammed Gümüşkaya, footballeur turc.
  - Randolph Ross, athlète américain.
  - Song Yiling, grimpeuse chinoise.
  - Tobias Buck-Gramcko, coureur cycliste allemand.
  - Omid Musawi, footballeur afghan.
  - Yasser Larouci, footballeur algérien.
- 2 janvier : 
  - Cole Caufield, joueur de hockey sur glace américain.
  - Daniel Barden, footballeur gallois.
  - Formose Mendy, footballeur sénégalais.
  - Leo Cornic, footballeur norvégien.
  - Luiz Henrique, footballeur brésilien.
  - Mateusz Młyński, footballeur polonais.
  - Sarra Zammali, rameuse d'aviron tunisienne.
  - Tobias Biekens, joueur de hockey sur gazon belge.
  - Wakaba Higuchi, patineuse artistique japonaise.
- 3 janvier :
  - Britany Anderson, athlète jamaïcaine.
  - Deni Avdija, joueur de basket-ball israélo-serbe.
  - Yū Hirakawa, footballeur japonais.
  - Mikkel Kaufmann, footballeur danois.
  - Christopher Mamengi, footballeur néerlandais.
  - Harald Nilsen Tangen, footballeur norvégien.
  - Ignacio Ruiz, rugbyman argentin.
  - Mariana Pineda, joueuse de hockey sur gazon argentine.
  - Yassin Oukili, footballeur néerlando-marocain.
- 4 janvier :
  - Ally Wollaston, coureuse cycliste néo-zélandaise
  - Maëlle Pistoia, chanteuse française.
  - Léa Elui, influenceuse française.
- 5 janvier : Ellis Simms, footballeur anglais.
- 6 janvier : Oscar Aga, footballeur norvégien.
- 7 janvier : Joan-Benjamin Gaba, judoka français.
- 8 janvier :
  - Hamza Ait Allal, footballeur marocain.
  - Sarra Afi, escrimeuse tunisienne.
  - Juan Cabal, footballeur colombien.
  - Jon Pacheco, footballeur espagnol.
  - Kryspin Szcześniak, footballeur polonais.
  - Yorbe Vertessen, footballeur belge.
- 9 janvier :
  - Kristoffer Askildsen, footballeur norvégien.
  - Tyler Burey, footballeur anglais.
  - Christian Witzig, footballeur suisse.
  - Zeke Nnaji, joueur de basket-ball américain.
- 10 janvier :
  - Besra Duman, haltérophile turque.
  - Arnau Puigmal, footballeur espagnol.
- 12 janvier :
  - Ebba Årsjö, skieuse alpine suédoise.
  - Lassina Traoré, footballeur burkinabé.
- 13 janvier : Carlotta Gilli, nageuse handisport italienne.
- 14 janvier : Anssi Suhonen, footballeur finlandais.
- 15 janvier :
  - Alexandra Agiurgiuculese, gymnaste rythmique italienne.
  - Ibrahim Bancé, footballeur burkinabé.
  - Mathias Ross, footballeur danois.
- 16 janvier : Agustín Sández, footballeur paraguayen.
- 17 janvier : Aji Alese, footballeur anglais.
- 18 janvier : 
  - Munashe Garananga, footballeur zimbabwéen.
  - Łukasz Łakomy, footballeur polonais.
  - Karol Struski, footballeur polonais.
- 19 janvier :
  - Matthis Riou, footballeur français.
  - Karisma Evi Tiarani, athlète handisport indonésienne.
- 20 janvier : Hugo Benitez, basketteur français.
- 21 janvier :
  - Timofey Skatov, joueur de tennis kazakh.
  - Pedro Malheiro, footballeur portugais.
  - Jackson Brundage, acteur américain.
- 22 janvier :
  - Mehdi Moubarik, footballeur marocain.
- 23 janvier : 
  - Olga Danilović, joueuse de tennis serbe.
  - Stipe Vulikić, footballeur croate.
- 24 janvier : 
  - Eva Houston, athlète handisport américaine.
  - Paul Mallez, joueur de rugby à XV français.
- 25 janvier :
  - Elisabetta Cocciaretto, joueuse de tennis italienne.
  - Simon Asta, footballeur allemand.
  - Nikola Soldo, footballeur croate.
  - Terry Yegbe, footballeur ghanéen.
- 28 janvier : Ismael Saibari, footballeur marocain.
- 29 janvier : Lameck Banda, footballeur zambien.
- 30 janvier : Matthäus Taferner, footballeur autrichien.

## Février
- 2 février : 
  - Sondre Langås, footballeur norvégien.
  - Daishawn Redan, footballeur néerlandais.
- 5 février : Mirko Topić, footballeur serbe.
- 6 février : Muhamet Hyseni, footballeur kosovar.
- 7 février : 
  - Maik Nawrocki, footballeur polonais.
  - Kacper Smoliński, footballeur polonais.
- 8 février : 
  - Beñat Prados, footballeur espagnol.
  - Yang Jeong-in membre du groupe sud-coréen Stray Kids
- 9 février : 
  - Noah Pallas, footballeur finlandais.
  - Vincent Visser, acteur et vidéaste néerlandais.
- 10 février : 
  - Sergio Camello, footballeur espagnol.
  - Demba Seck, footballeur sénégalais.
- 11 février : 
  - Louicius Don Deedson, footballeur haïtien.
  - Bryan Gil, footballeur espagnol.
- 12 février : 
  - Nicolò Fagioli, footballeur italien.
  - Khvicha Kvaratskhelia, footballeur géorgien.
  - Fabio Ponsi, footbaleur italien.
- 13 février :
  - Jason Knight, footballeur irlandais.
  - Jan Žambůrek, footballeur tchèque.
- 14 février : 
  - Giorgi Gocholeishvili, footballeur géorgien.
  - Rodrigo Villagra, footballeur argentin.
  - Ibrokhimkhalil Yuldoshev, footballeur ouzbek.
- 15 février :
  - Muamer Brajanac, footballeur danois.
  - Bernat Erta : athlète espagnol.
  - Haley Tju, actrice américaine.
- 18 février : Lucía Yépez, lutteuse équatorienne.
- 17 février : Frederique van Hoof, pongiste handisport néerlandaise.
- 19 février : 
  - Amandine Fouquenet, coureuse cycliste française.
  - Welington, footballeur brésilien.
  - Franco Zapiola, footballeur argentin.
- 22 février : 
  - Matteo Arnaldi, joueur de tennis italien.
  - Parfait Guiagon, footballeur ivoirien.
- 23 février : 
  - Ross Graham, footballeur écossais.
  - Rinky Hijikata, joueur de tennis australien.
  - Sorriso, footballeur brésilien.
- 26 février : 
  - Antoine Colassin, footballeur belge.
  - Fredrik Hammar, footballeur suédois.
  - Koki Hinokio, footballeur japonais.
  - Jamie Leweling, footballeur allemand.
  - Kevin Villodres, footballeur espagnol.
- 27 février : Mariano Navone, joueur de tennis argentin.
- 28 février : Leon Flach, footballeur américain.

## Mars
- 1er mars : 
  - Agon Elezi, footballeur macédonien.
  - Anel Husić, footballeur suisse.
- 2 mars : Remco Balk, footballeur néerlandais.
- 4 mars : Isabelle Thorpe, nageuse synchronisée britannique.
- 7 mars :
  - Nicolò Armini, footballeur italien.
  - Lee Buchanan, footballeur anglais.
  - Ismael Casas, footballeur espagnol.
  - Frederik Jäkel, footballeur allemand.
  - Tomás Tavares, footballeur portugais.
  - Valentina Cavallar, coureuse cycliste autrichienne.
- 9 mars : Jeon Somi, chanteuse sud-coréenne.
- 10 mars :
  - Jonáš Forejtek, joueur de tennis tchèque.
  - Stephanie Kurlow, danseuse australienne.
- 11 mars : 
  - Mees Bakker, footballeur néerlandais.
  - Andres Dumitrescu, footballeur roumain.
- 12 mars : 
  - Samuel Ballet, footballeur suisse.
  - Polina Chouvalova, joueuse d'échecs russe.
- 13 mars : Kwon Hyeok-kyu, footballeur sud-coréen.
- 15 mars : 
  - Carlos Dotor, footballeur espagnol.
  - Max Spring, joueur de rugby à XV français.
- 16 mars : 
  - Nuno Lima, footballeur portugais.
  - Milaimys Marín, lutteuse cubaine.
  - Takumi Nakamura, footballeur japonais.
  - Safia Salih, taekwondoïste marocaine.
- 17 mars : 
  - Niklas Hedl, footballeur autrichien.
  - Nicolás Marichal, footballeur uruguayen.
  - Pietro Pellegri, footballeur italien.
- 18 mars : 
  - David Nemeth, footballeur autrichien.
  - Rasmus Wikström, footballeur suédois.
- 19 mars : Ernest Muçi, footballeur albanais.
- 20 mars : 
  - Urko González, footballeur espagnol.
  - Yahya Kalley, footballeur suédois.
- 21 mars : Tomoki Kondo, footballeur japonais.
- 22 mars : Pablo Solari, footballeur argentin.
- 23 mars : 
  - Shō Fukuda, footballeur japonais.
  - Juanmi Latasa, footballeur espagnol.
- 24 mars : 
  - Lucas Pires, footballeur brésilien.
  - Clara Burel, joueuse de tennis française.
- 25 mars : 
  - Kristijan Belić, footballeur serbe.
  - Francis Momoh, footballeur nigérian.
- 26 mars : 
  - Niko Galešić, footballeur croate.
  - Felix Strauß, footballeur autrichien.
- 27 mars : Tiago Araújo, footballeur portugais.
- 28 mars : 
  - Kang Hyun-muk, footballeur sud-coréen.
  - Jonathan Villagra, footballeur chilien.
  - Wang Xiyu, joueuse de tennis chinoise.
- 29 mars : Lucas Beltrán, footballeur argentin.
- 30 mars : 
  - Anastasia Potapova, joueuse de tennis russe.
  - Sandra Escacena, actrice espagnole.

## Avril
- 1er avril : 
  - Mountassir Lahtimi, footballeur marocain
  - Oleksiy Sych, footballeur ukrainien
  - Gabriel Teixeira, footballeur brésilien.
- 3 avril :
  - Lili Buchoux, gardienne internationale française de rink hockey
  - Shan Yilin, biathlète handisport chinoise
- 4 avril : 
  - David Strelec, footballeur slovaque
  - Anzor Alem, acteur et musicien congolais
- 7 avril :
  - Marine Allione, coureuse cycliste française.
  - Morten Frendrup, footballeur danois
  - Trinity Thomas, gymnaste rythmique américaine
  - Parvina Samandarova, judokate handisport ouzbèke
  - Kayla Sanchez, nageuse canadienne
- 6 avril : Tobias Björnfot, joueur suédois de hockey sur glace
- 9 avril : Aleksander Paluszek, footballeur polonais
- 10 avril :
  - Lukáš Červ, footballeur tchèque
  - Angelina Mango, chanteuse italienne
- 11 avril : Luka Bijelović, footballeur serbe
- 12 avril : Oh Hyun-gyu, footballeur sud-coréen
- 13 avril : Noah Katterbach, footballeur allemand
- 14 avril : 
  - Lulu Sun, joueuse de tennis néo-zélandaise.
  - Patrik-Gabriel Galchev, footballeur bulgare
  - Giacomo Olzer, footballeur italien
- 16 avril : Malthe Højholt, footballeur danois
- 17 avril : 
  - Violette Dorange, navigatrice et skippeuse française
  - Shin Ryujin, membre du groupe Itzy
- 19 avril : 
  - Gustav Isaksen, footballeur danois
  - Raphael Onyedika, footballeur nigérian
  - Micky van de Ven, footballeur néerlandais
- 21 avril : 
  - Borisav Burmaz, footballeur serbe
  - Léa Curinier, coureuse cycliste française.
  - Sada Nahimana, joueuse de tennis burundaise
- 23 avril : 
  - Nathan Harriel, footballeur américain
  - Gastón Verón, footballeur argentin
- 24 avril : Luis Vázquez, footballeur argentin
- 26 avril : Kévin Vauquelin, coureur cycliste français
- 27 avril : 
  - Abu Francis, footballeur ghanéen.
  - Ayumu Ōhata, footballeur japonais.
- 28 avril : 
  - Kai Cipot, footballeur slovène
  - Franco Ibarra, footballeur argentin
  - Fábio Ronaldo, footballeur portugais
- 29 avril : 
  - Josef Baccay, footballeur norvégien.
  - Sander Christiansen, footballeur norvégien.
- 30 avril : 
  - Kamilla Cardoso, basketteuse brésilienne.
  - Nathan Collins, footballeur irlandais.
  - Martin Moormann, footballeur autrichien.
  - Djevencio van der Kust, footballeur surinamien.

## Mai
- 2 mai : Shōta Fujio, footballeur japonais.
- 3 mai : Darian Males, footballeur suisse.
- 4 mai : 
  - Ramiro Enrique, footballeur argentin.
  - Joan García, footballeur espagnol.
  - Dailon Livramento, footballeur cap-verdien.
  - Nicolas Seiwald, footballeur autrichien.
  - Vasílios Zagarítis, footballeur grec.
- 5 mai : 
  - Jayden Adams, footballeur sud-africain.
  - Seth Saarinen, footballeur finlandais.
- 6 mai : 
  - Úmaro Embaló, footballeur portugais.
  - Filip Szymczak, footballeur polonais.
- 7 mai : 
  - Bruno Barticciotto, footballeur chilien.
  - Dejan Zukić, footballeur serbe.
- 8 mai :
  - Melker Heier, footballeur suédois.
  - Herman Sjögrell, footballeur suédois.
- 9 mai : 
  - Mostafa Asal, joueur de squash.
  - Ramón Juárez, footballeur mexicain.
  - Aleksandre Kalandadze, footballeur géorgien.
- 10 mai : 
  - Ilías Koutsoupiás, footballeur grec.
  - Matěj Radosta, footballeur tchèque.
  - Boy Spyce, Chanteur nigérian.
- 12 mai : Saman Fallah, footballeur iranien.
- 13 mai : 
  - Mees Hilgers, footballeur néerlandais.
  - Paul Komposch, footballeur autrichien.
- 14 mai : Filippo Ranocchia, footballeur italien.
- 16 mai : Marc Nielsen, footballeur danoise.
- 18 mai : 
  - Emma Navarro, joueuse de tennis américaine.
  - Victor Karlsson, footballeur suédois.
  - Kai Trewin, footballeur australien.
- 19 mai : 
  - André Lacximicant, footballeur portugais.
  - Elizabeth Mandlik, joueuse de tennis américaine.
- 20 mai : 
  - Jadsom, footballeur brésilien.
  - Eitaro Matsuda, footballeur japonais.
  - Robi Saarma, footballeur estonien.
- 21 mai : 
  - Mohammad Ghorbani, footballeur itanien.
  - Abdellah Haimoud, footballeur marocain.
- 23 mai : 
  - Albert Grønbæk, footballeur danois.
  - Ozziel Herrera, footballeur mexicain.
- 24 mai : 
  - Kevin Ackermann, footballeur suédois.
  - Simon Holmström, joueur de hockey sur glace.
  - Pierre de Maere, auteur-compositeur-interprète belge.
- 25 mai : 
  - Marcel Lotka, footballeur polonais.
  - Sturla Ottesen, footballeur norvégien.
- 26 mai : 
  - Adrián Bernabé, footballeur espagnol.
  - Alexander Prass, footballeur autrichien.
  - Bart van Rooij, footballeur néerlandais.
- 28 mai : 
  - Adam Gabriel, footballeur tchèque.
  - Rikako Sasaki, chanteuse et idole japonaise.
- 30 mai : 
  - Martina Cariddi, actrice espagnole.
  - Matěj Ryneš, footballeur tchèque.
- 31 mai :
  - Taylor Booth, footballeur américain.
  - Julián Malatini, footballeur argentin.
  - Iga Świątek, joueuse de tennis polonaise.

## Juin
- 1er juin : Ed Oxenbould, acteur australien.
- 3 juin : José Córdoba, footballeur panaméen.
- 5 juin : Anzor Mekvabishvili, footballeur géorgien.
- 9 juin : Julia Borgström, coureuse cycliste suédoise.
- 12 juin : 
  - Cassius Mailula, footballeur sud-africain.
  - Manu Silva, footballeur portugais.
- 13 juin : 
  - Olivia Broome, haltérophile britannique.
  - Valentín Rodríguez, footballeur uruguayen.
- 15 juin : 
  - Mamady Bangré, footballeur burkinabé.
  - Magnus Knudsen, footballeur norvégien.
  - Tupou Neiufi, nageuse handisport néo-zélandaise.
- 16 juin : Nelson Palacio, footballeur colombien.
- 17 juin : 
  - Narek Grigoryan, footballeur arménien.
  - Bledian Krasniqi, footballeur suisse.
- 18 juin : 
  - Olivia Brett, kayakiste néo-zélandaise.
  - Nikolas Dyhr, footballeur danois.
- 20 juin : 
  - Nicolas Jackson, footballeur sénégalais.
  - Johan Karlsson, footballeur suédois.
  - Gustavo Mantuan, footballeur brésilien.
- 21 juin :
  - Otto Virtanen, joueur de tennis finlandais.
  - Alexandra Obolentseva, joueuse d'échecs russe.
  - Rubens, footballeur brésilien.
- 22 juin : 
  - Maxime-Gaël Ngayap Hambou, judoka français.
  - Maurício, footballeur brésilien.
  - Yousra Rouibet, escrimeuse algérienne.
- 24 juin : Hatice Akbaş, boxeuse turque.
- 25 juin : Christopher-Robin Krause, cavalier français.
- 26 juin : Igor Thiago, footballeur brésilien.
- 27 juin : 
  - Curtis Harris, acteur américain.
  - Mathias Kjølø, footballeur norvégien.
  - Edwin Mosquera, footballeur colombien.
  - Jonathan Sirois, footballeur canadien.
  - Bastián Yáñez, footballeur chilien.
- 28 juin : Gabriel Villamíl, footballeur bolivien.

## Juillet
- 1er juillet :
  - Andrew, footballeur brésilien.
  - Chosen Jacobs, chanteur américain.
  - Mika Mármol, footballeur espagnol.
- 2 juillet : Maxwell Woledzi, footballeur ghanéen.
- 3 juillet :
  - Leo Greiml, footballeur autrichien.
  - Isis Holt, athlète handisport australienne.
- 4 juillet :
  - Reda Khadra, footballeur allemand.
  - Alan Varela, footballeur argentin.
- 8 juillet :
  - Szymon Czyż, footballeur polonais
  - Benjamin Nygren, footballeur suédois
- 9 juillet : Goh Young-joon, footballeur sud-coréen
- 11 juillet : 
  - Kaylee McKeown, nageuse australienne
  - Alya Gara, nageuse tunisienne
- 12 juillet :
  - Niles Fitch, acteur américain
  - Iliana Rupert, joueuse française de basket-ball
  - Yari Verschaeren, footballeur international belge
- 13 juillet :
  - Jakub Markovič, footballeur tchèque.
  - Kwadwo Opoku, footballeur ghanéen.
- 16 juillet : Kendra Chéry, joueuse de basket-ball française
- 18 juillet :
  - Faride Alidou, footballeur allemand
  - Enzo Fittipaldi, petit-fils de l'ancien champion du monde de Formule 1
- 19 juillet : Adrian Leon Barišić, footballeur bosnien
- 20 juillet : Álex Baena, footballeur espagnol
- 23 juillet : Christian Lundgaard, pilote automobile danois
- 24 juillet : Alex Tamm, footballeur estonien.
- 25 juillet : 
  - Csaba Bukta, footballeur hongrois.
  - Daan Rots, footballeur néerlandais.
- 26 juillet : Lucas de los Santos, footballeur uruguayen.
- 27 juillet : Lewin Blum, footballeur suisse.
- 29 juillet :
  - Mekides Abebe, athlète éthiopienne.
  - Jacques Siwe, footballeur français.
  - Julia Szczurowska, joueuse de volley-ball polonaise.
- 30 juillet :
  - Margot Béziat, céiste française.
  - Sota Kawasaki, footballeur japonais.
  - Daniel Ruiz Rivera, footballeur colombien.
  - Kevin Zenón, footballeur argentin.
- 31 juillet : Leon Hien, footballeur suédois.

## Août
- 3 août : 
  - Brandon Nakashima, joueur de tennis américain.
  - Joshua Gaston Kitolano, joueur de football norvégien.
- 4 août : Pelle Mattsson, footballeur danois.
- 5 août : 
  - Marcus Bundgaard, footballeur danois.
  - Chukwubuikem Ikwuemesi, footballeur nigérian.
- 8 août : 
  - Filip Misolic, joueur de tennis autrichien.
  - Tseng Chun-hsin, joueur de tennis taïwanais.
  - Peter Pokorný, footballeur slovaque.
- 12 août :
  - Dixie D'Amelio, chanteuse américaine.
  - Yutaro Oda, footballeur japonais.
  - Clàudia Pina, footballeuse espagnole.
- 14 août : 
  - Piero Quispe, footballeur péruvien.
  - Petar Stanić, footballeur serbe.
- 15 août : Matthias Halagahu, Joueur de rugby à XV français.
- 16 août :
  - Danielle Aitchison, athlète handisport néo-zélandaise.
  - Jannik Sinner, joueur de tennis italien.
- 17 août : 
  - Katja Dedekind, nageuse handisport australienne.
  - Alex Douglas, footballeur suédois.
- 19 août : Awak Kuier, joueuse de basket-ball finlandaise.
- 21 août : 
  - Samuele Ricci, footballeur italien.
  - Noah Söderberg, footballeur suédois.
- 23 août : Ivan Brnić, footballeur croate.
- 24 août : Alexander Jensen, footballeur danois.
- 25 août : Niko Janković, footballeur croate.
- 28 août : 
  - Kamilla Rakhimova, joueuse de tennis russe.
  - Anna Trintscher, chanteuse ukrainienne.
- 31 août : Amanda Anisimova, joueuse de tennis américaine.

## Septembre
- 2 septembre : Can Keles, footballeur autrichien.
- 3 septembre : Joel Bagan, footballeur irlandais.
- 4 septembre : Froukje Veenstra, chanteuse néerlandaise
- 7 septembre : Jason Dupasquier, pilote de vitesse moto suisse († 30 mai 2021)
- 8 septembre :
  - Nikola Štulić, footballeur serbe
  - Lennikim, chanteur canadien
- 9 septembre : Alexandre Penetra, footballeur portugais
- 10 septembre : Ajna Késely, nageuse hongroise
- 11 septembre : 
  - Mewen Tomac, nageur français
  - Ugo Didier, nageur handisport français
  - Raúl Torrente, footballeur espagnol
- 12 septembre :
  - Karol Knap, footballeur polonais
  - Niccolò Pierozzi, footballeur italien
  - Itsuki Someno, footballeur japonais
- 13 septembre : Louie Sibley, footballeur anglais
- 14 septembre : 
  - Ernest Terpiłowski, footballeur polonais
  - Jackson Tchatchoua, footballeur camerounais.
- 15 septembre : Lisbeli Vera Andrade, athlète handisport vénézuélienne
- 17 septembre :
  - Asanda, chanteuse britannique
  - Chrístos Mandás, footballeur grec
- 19 septembre : Isak Dybvik Määttä, footballeur norvégien
- 20 septembre : Mads Larsen, footballeur danois.
- 23 septembre : Karel Pojezný, footballeur tchèque
- 24 septembre : 
  - Gabriel Diallo, joueur de tennis canadien
  - Clare Foley, actrice américaine
- 25 septembre : Isaak Davies, footballeur gallois
- 26 septembre : 
  - Wang Xinyu, joueuse de tennis chinoise
  - João Pedro, footballeur brésilien
- 28 septembre : Roko Jurišić, footballeur croate
- 29 septembre : Giorgi Moistsrapishvili, footballeur géorgien
- 30 septembre : Isaac Nuhu, footballeur ghanéen

## Octobre
- 1er octobre : Mason Greenwood, footballeur britannique.
- 2 octobre : Michou, vidéaste web français
- 4 octobre : 
  - Konrad Matuszewski, footballeur polonais.
  - Ilias Sebaoui, footballeur marocain.
- 8 octobre :
  - Ibrahim Buhari, footballeur nigérian.
  - Peyton Stearns, joueuse de tennis américaine.
  - Bali Mumba, footballeur britannique.
  - Percy Hynes White, acteur canadien.
- 11 octobre : Viljami Sinisalo, footballeur finlandais.
- 12 octobre : 
  - Adu Ares, footballeur espagnol.
  - Raymond Ochoa, acteur américain.
- 13 octobre :
  - Caleb McLaughlin, acteur américain.
  - Paolo Reyna, footballeur péruvien.
- 14 octobre :
  - Erik Ahlstrand, footballeur suédois.
  - Rowan Blanchard, actrice américaine.
  - Lucas Esquivel, footballeur argentin.
  - Stefan Tomović, footballeur serbe.
- 16 octobre :
  - Jessa Khan, pratiquante de ju-jitsu américano-cambodgienne.
  - Nathan Patterson, footballeur écossais.
  - Willian Pacho, footballeur équatorien.
- 17 octobre : Tommy Doyle, footballeur anglais.
- 19 octobre : 
  - Gavin Molloy, footballeur irlandais.
  - Art Parkinson, acteur irlandais.
- 22 octobre : Santiago Hezze, footballeur argentin.
- 23 octobre : Mina Sundwall, actrice américaine.
- 24 octobre : Adèle Castillon, actrice et chanteuse française.
- 26 octobre : Gaia Masetti, coureuse cycliste italienne.
- 28 octobre : 
  - Sonay Kartal, joueuse de tennis britannique.
  - Teun Stokkel, acteur néerlandais.

## Novembre
- 1er novembre : Oskar Fallenius, footballeur suédois
- 3 novembre : Hailey Baptiste, joueuse de tennis américaine
- 5 novembre : Roxanne Perez, catcheuse/lutteuse professionnelle américaine
- 7 novembre : RK, rappeur français
- 8 novembre : 
  - Jiří Lehečka, joueur de tennis tchèque
  - Avani Lekhara, tireuse handisport indienne
  - Nafisa Sheripboeva, judokate handisport ouzbèke
- 9 novembre : Jonathan Fischer, footballeur danois.
- 12 novembre : Sem Steijn, footballeur néerlandais.
- 14 novembre : Quilindschy Hartman, footballeur néerlandais.
- 15 novembre : Juan Manuel Cerúndolo, joueur de tennis argentin
- 16 novembre : Mialitiana Clerc, skieuse alpine malgacho-française
- 20 novembre : 
  - Catherine McNally, joueuse de tennis américaine
  - Fatima Zahra Benzekri, coureuse cycliste marocaine
- 21 novembre : Matisse Samoise, footballeur belge
- 22 novembre : Molly Jackson, actrice et activiste américaine
- 25 novembre : Edward Zakayo, athlète kényan
- 27 novembre : 
  - Akash Mishra, footballeur indien.
  - Aimar Oroz, footballeur espagnol.
  - Tobias Sommer, footballeur danois.
- 28 novembre : 
  - Grace Gaustad, chanteuse américaine.
  - Joshua Brennan, Joueur de rugby à XV français
- 30 novembre : Jordán Carrillo, footballeur mexicain.

## Décembre
- 1er décembre : Aiko de Toshi, unique enfant de l'empereur Naruhito du Japon et de son épouse l'impératrice Masako.
- 2 décembre : Marko Ivezić, footballeur serbe.
- 4 décembre : Nicolò Rovella, footballeur italien.
- 7 décembre : Léa Fontaine, judoka française.
- 8 décembre : Denilho Cleonise, footballeur néerlandais.
- 10 décembre : 
  - Jamie Margolin, militante américaine.
  - Sam Sutton, footballeur néo-zélandais.
- 11 décembre : Armel Bella-Kotchap, footballeur allemand.
- 12 décembre : Rihito Yamamoto, footballeur japonais.
- 13 décembre : Eren Dinkçi, footballeur allemand.
- 16 décembre : Kai Cenat, youtubeur et streameur Twitch américain.
- 18 décembre :
  - Billie Eilish, auteure-compositrice-interprète américaine.
  - Kenzo Goudmijn, footballeur néerlandais.
- 19 décembre : Ilario Monterisi, footballeur italien.
- 21 décembre :
  - Simone Giordano, footballeur italien.
  - Lauren Henry, rameuse britannique.
  - Linda Mazri, joueuse de badminton algérienne.
- 22 décembre : 
  - Jack Draper, joueur de tennis britannique.
  - Camila Osorio, joueuse de tennis colombienne.
- 25 décembre : 
  - Jack Cooper-Love, footballeur suédois.
  - Alexandre Jankewitz, footballeur suisse.
- 26 décembre : Musa Juwara, footballeur gambien.
- 28 décembre :
  - Maitreyi Ramakrishnan, actrice canadienne.
  - Madison De La Garza, actrice américaine.
- 30 décembre : Taylor Gardner-Hickman, footballeur anglais.
- 31 décembre : 
  - Katie Volynets, joueuse de tennis américaine.
  - Xavier Mbuyamba, footballeur néerlandais.

## Inconnue
- Armita Abbasi, militante iranienne
- Libianca Fonji, chanteuse camerouno-américaine
- Zulaikha Patel, militante sudafricaine antiraciste et pour l'éducation